# Циган (филм из 2011)
Циган је словачки драмски филм из 2011. године у режији Мартина Шулика. Филм је је номинован за најбољи филм на страном језику на 84. додели Оскара,, али није ушао у ужи избор.

## Улоге
- Мирослав Гулиас у улози стрица
- Мартина Котларова у улози Јулке
- Јан Мизигар у улози Адама
- Атила Мокос у улози свештеника[3]

## Награде и номинације
Филм је први пут приказан у јулу 2011. године на 46. Међународном филмском фестивалу у Карловим Варима, где је био номинован за Кристални глобус. Освојио је Специјалну награду жирија, награду Дон Кихот, Europa Cinema Label награду, а Јан Мизигар је добио посебно признање због његове улоге у филму. Након тога филм је освојио још 6 награда и 9 номинација на разним међународним филмским фестивалима.